# 辛賈爾攻勢
辛賈爾攻勢（Sinjar offensive）由伊拉克庫德斯坦的自由鬥士（Peshmerga）、庫德工人黨（PKK）以及敘利亞庫德斯坦的人民保衛軍（YPG）從2014年12月開始聯合發動，目標為收復伊斯蘭國在2014年8月所奪取的領域。在2014年底的攻勢中，自由鬥士收復了部分辛賈爾山脈和控制了辛賈爾鎮的一部分，並擴大對泰勒阿費爾的進攻。2015年年底的攻勢，則成功收復辛賈爾鎮，也成功切斷了伊斯蘭國連接拉卡與摩蘇爾的47號公路。

## 背景
主条目：2014年8月北伊拉克攻勢和辛賈爾大屠殺
2014年8月初，伊斯蘭國（IS）向伊拉克北部發動攻擊，擊潰庫德族武裝部隊“自由鬥士”，進入尼尼微省的庫德族區，佔領了辛賈爾等城鎮。大約5萬名雅茲迪人被迫逃亡到辛賈爾鎮北部的辛賈爾山脈。
到8月底，IS控制南方的入山口。大部分的雅茲迪人在庫德族武裝的幫助下離開了辛賈爾山脈，剩下幾千名難民留在那裡。
10月21日，IS佔領了辛賈爾山脈北側，切斷該地與庫德族區的聯繫。雅茲迪民兵隨後撤入辛賈爾山脈，山上估計還留有2000-7000名雅茲迪難民，遭到包圍。

## 2014年12月辛賈爾攻勢

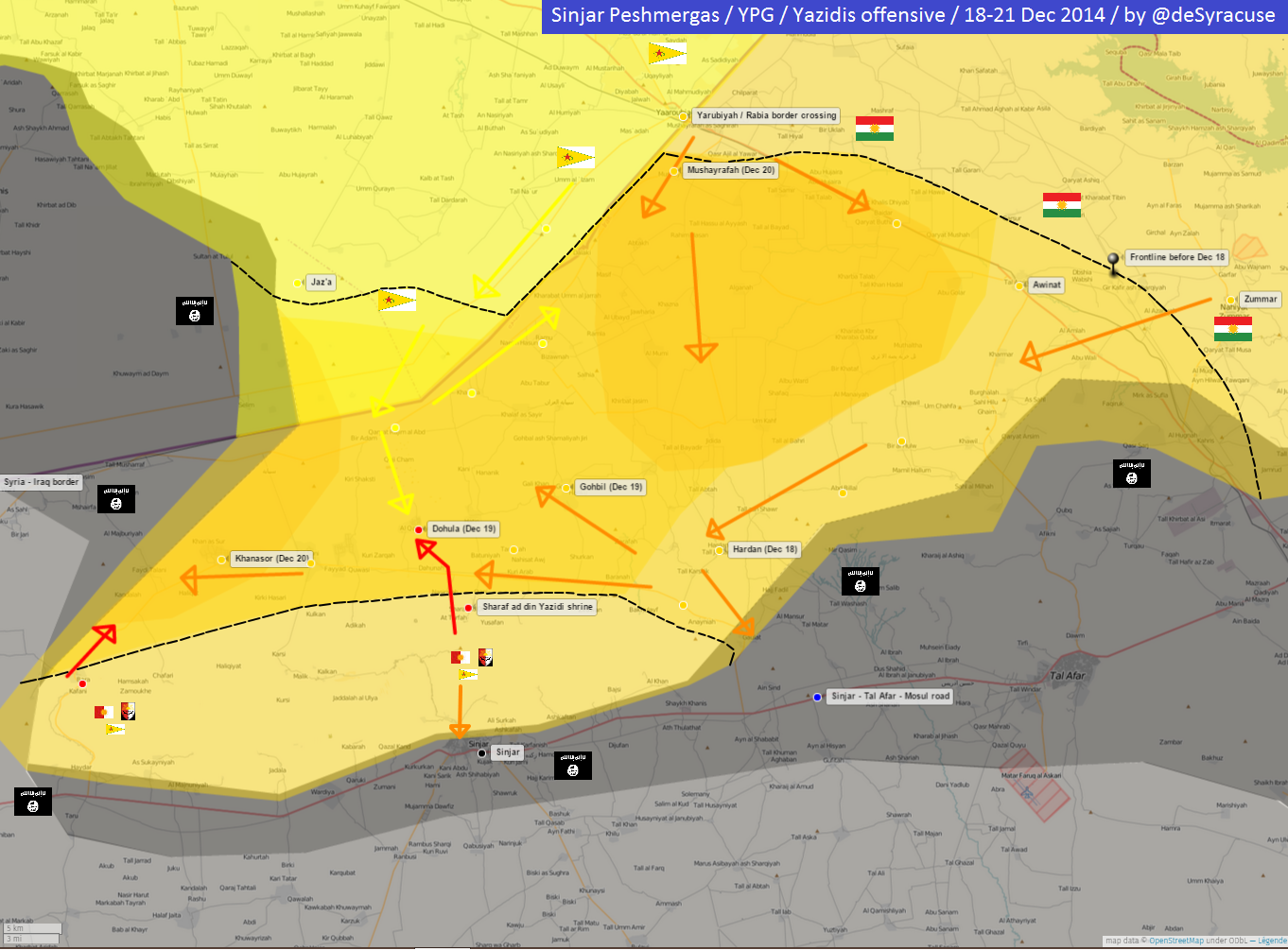
2014年12月辛賈爾攻勢

2014年12月17日早上7點（04:00 GMT），自由鬥士在伊拉克庫德斯坦總統馬蘇德·巴爾扎尼親自指揮下，發動了對辛賈爾地區的進攻。約8000人從10月已先奪下的舒馬出發，向西推進，前一夜並有美國領導的聯軍空襲支持。
12月21日，庫爾德武裝和雅茲迪戰士在美國空襲支持下，橫掃辛賈爾山北側，成功打破伊斯蘭國對辛賈爾山五個月來的圍攻。並且向辛賈爾鎮挺進，嘗試奪回失地。在六天之久的攻勢下，自由鬥士控制了部分的辛賈爾鎮。但之後還是陷入了僵局。

## 自由辛賈爾行動

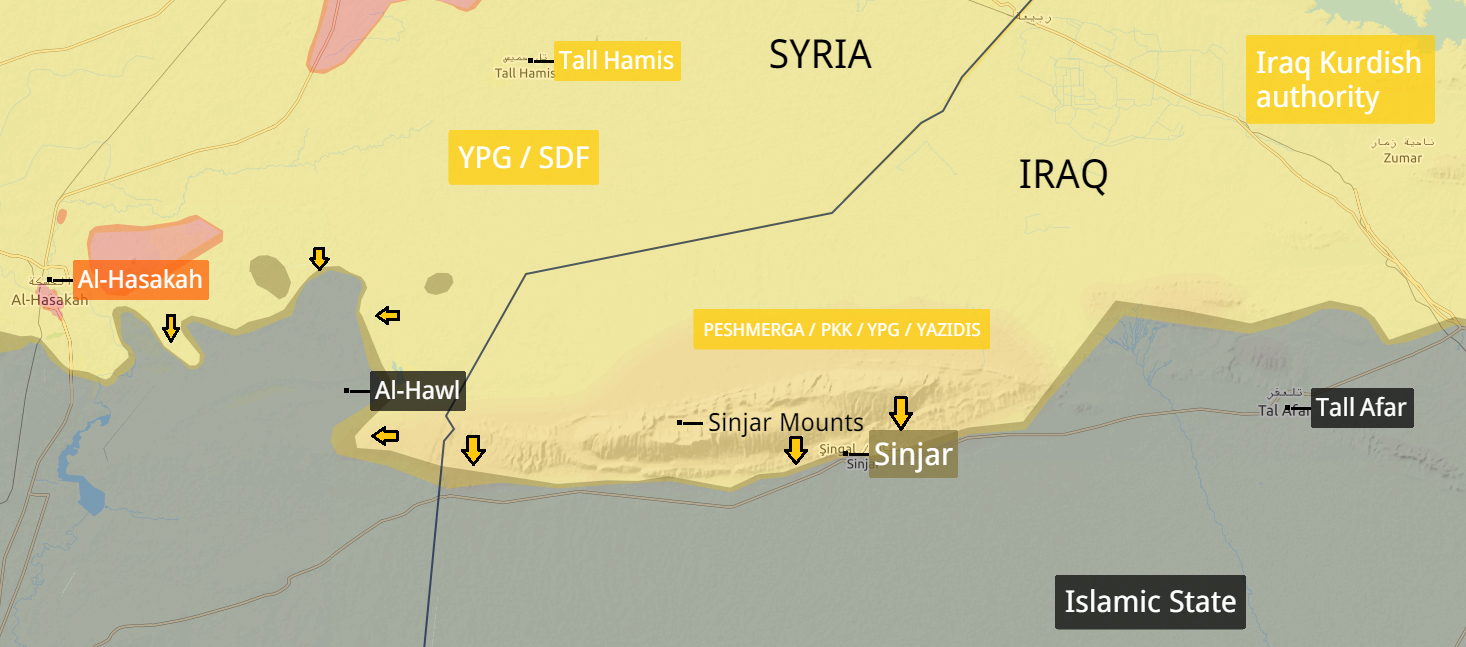
2015年11月的阿郝爾攻勢與辛賈爾攻勢

2015年11月12日，庫爾德武裝於再次發起攻勢。大約7,500名庫爾德士兵參與了戰鬥。進攻行動沿連接拉卡與摩蘇爾的47號公路展開。美軍以空襲為其開路。庫爾德武裝控制了辛賈爾附近的村莊，並切斷了伊斯蘭國的補給線。經過一天的轟炸和交火後，IS被擊潰，並自辛賈爾撤退。庫爾德人於13日宣布成功奪回辛賈爾。